# Ashley Delaney
Ashley Jason Delaney (ur. 11 kwietnia 1986 w Sale) – australijski pływak, specjalizujący się głównie w stylu grzbietowym.

## Kariera sportowa
Wicemistrz olimpijski z Pekinu w sztafecie 4 x 100 m stylem zmiennym (oprócz tego 5. miejsce na 100 i 10. miejsce na 200 m grzbietem). Brązowy medalista mistrzostw świata z Rzymu w sztafecie 4 x 100 m stylem zmiennym oraz mistrzostw świata na krótkim basenie na 50 m stylem grzbietowym. 3-krotny medalista Mistrzostw Pacyfiku, 5-krotny medalista Igrzysk Wspólnoty Brytyjskiej z Delhi.